# Cameija
Cameija (llamada oficialmente San Martiño de Cameixa) es una parroquia y un lugar español del municipio de Boborás, en la provincia de Orense, Galicia.

## Toponimia
La parroquia también es conocida por el nombre de San Martín de Cameija.

## Organización territorial
La parroquia está formada por dieciséis entidades de población, constando nueve de ellas en el nomenclátor del Instituto Nacional de Estadística español:

### Entidades de población
Entidades de población que forman parte de la parroquia:
- A Granxa
- A Petada
- Cameixa
- Correlo (O Currelo)
- Figueiroa
- Gontelle
- Leboreira
- Morouzón
- O Domo
- O Outeiro
- Parada
- Salceda
- San Bartolomeo (San Bartolomeu)
- San Cristovo
- Vilanova

### Despoblado
Despoblado que forma parte de la parroquia:
- Córneas

## Demografía

### Parroquia
| Gráfica de evolución demográfica de Cameija (parroquia) entre 2000 y 2022 |
|                                                                           |
| Datos según el nomenclátor publicado por el INE.                          |

### Lugar
| Gráfica de evolución demográfica de Cameixa (lugar) entre 2000 y 2022 |
|                                                                       |
| Datos según el nomenclátor publicado por el INE.                      |